# Érase el reciclaje
Érase el reciclaje es el tercer episodio perteneciente a la primera temporada de la serie Aquí no hay quien viva. Se estrenó con 2.790.000 espectadores y un 18'9% de cuota de pantalla.

## Argumento
Bajo la presión de los vecinos, Juan decide dejar la presidencia y éste releva en Lucía. Por otra parte, Belén y Alicia se atrasan con el alquiler y Concha decide venderles el piso a traición. Estas hacen una consulta legal a Fernando, quien les informa de que pueden denunciarla por no tener contrato. Mauri siente celos porque Alicia ha estado en su casa y tiene una discusión con Fernando. La comunidad pone cubos para reciclaje, lo que provoca confusión en varios de los vecinos, que no comprenden su mecanismo. Paloma encuentra un preservativo en el bolso de Natalia y Juan tiene una charla padre-hija con ella. 
Lucía, debido a las irregularidades del edificio, decide aumentar las cuotas para hacerle un contrato a Emilio y arreglar el ascensor. Paloma, resentida porque los vecinos han derrocado a Juan, manipula a los vecinos y a Emilio para ponerles en contra de la nueva presidenta. Por otra parte, Concha, enfadada con Fernando por informar a Alicia y Belén, le estropea una camisa cara con lejía, y éste se queja a la presidenta. Lucía, debido la presión de los vecinos, sale del cargo que vuelve a ocupar Juan. Finalmente, para poder pagarle el alquiler a Concha de una vez por todas, realquila a una chica nueva: Nuria.